# Asterioniderna
Asterioniderna var tre najader i grekisk mytologi. Deras namn var Akraia, Euboia och Prosymna. De var döttrar till flodguden Asterion och bodde i hans flod med samma namn som flöt förbi Heraion på Argos på Peloponnesos.
Najadsystrarna var sköterskor till gudinnan Hera när hon var spädbarn.